# Калмыков, Виталий Николаевич
Виталий Николаевич Калмыков (род. 5 февраля 1946, Днепропетровск) — советский боксёр, бронзовый призёр чемпионата СССР 1970 года, мастер спорта СССР международного класса, отличник народного просвещения, отличник физической культуры и спорта, Заслуженный работник физической культуры Российской Федерации, лауреат именной премии губернатора Московской области.

## Биография
Начал тренироваться в Ступино. До службы в армии выступал за сборную Московской области. В армии выиграл чемпионат Северного флота. За Северный флот выступал в чемпионате Вооружённых сил. Его тренерами были В. А. Кочерга, А. К. Закарьян, Юрий Радоняк, Н. Н. Ли, Анатолий Лагетко, Олег Григорьев. Окончил философский факультет Белорусского государственного университета. Автор книги «Сага о старом боксёре». С 1970 года начал работать тренером в Домодедово в ДЮСШ «Олимп». В этой школе работают тренерами трое его воспитанников.

## Спортивные результаты
- Чемпионат СССР по боксу 1970 года — ;